# پیر کوگان
پیر کوگان (فرانسوی: Pierre Cogan‎; ۱۰ ژانویهٔ ۱۹۱۴ – ۵ ژانویهٔ ۲۰۱۳) دوچرخه‌سوار اهل فرانسه بود.